# Kasteel van Lorca

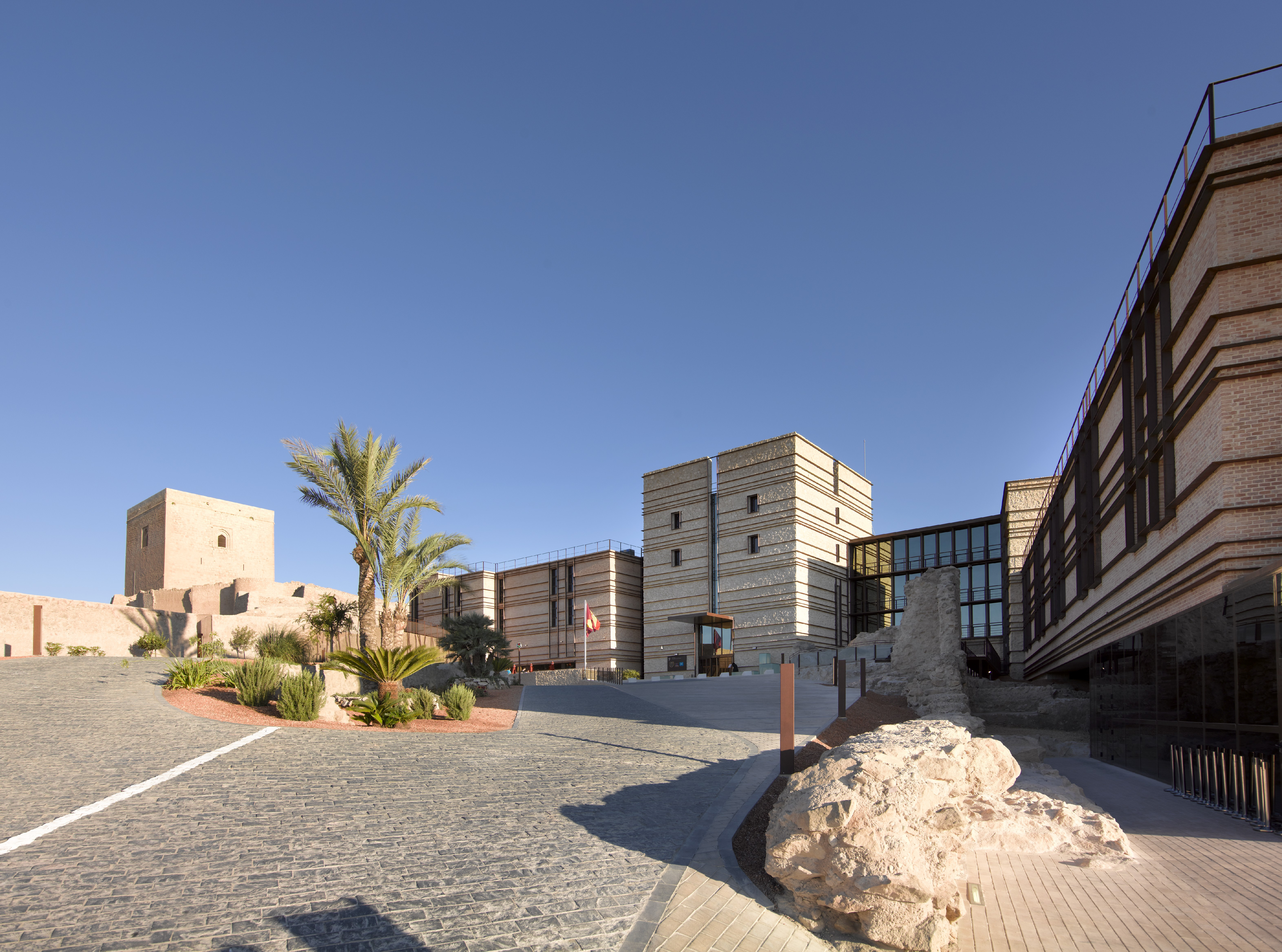
Het hotel met links de Alfonsinatoren

Het kasteel van Lorca is van middeleeuwse oorsprong in Lorca in de Spaanse regio Murcia, gebouwd tussen de 9e en 15e eeuw. Het lag lange tijd op de grens met Granada tussen christenen en moslims. Het ligt op de top van een heuvel en de buitenmuren volgen de contouren van de heuvel. Het kasteel is zo’n 640 meter lang en maximaal 120 meter breed en is daarmee een van de grootste kastelen van Spanje.

## Geschiedenis
Uit archeologisch onderzoek is gebleken dat op de plek van het kasteel al sinds de kopertijd sprake is van bewoning. Graven, huizen en een deel van de fundering van de verdedigingsmuur uit de bronstijd zijn aangetoond.
In de 9e eeuw wordt in moslimbronnen al geschreven over een kasteel op de Lorca-heuvel. Onder islamitische heerschappij werd de heuvel versterkt, er kwam een citadel in het westelijk deel en in het oosten kwam een woonwijk.
Nog voor zijn kroning, wist Alfons X van Castilië in 1244 Lorca te veroveren. Lorca kwam hiermee op de grens te liggen van het christelijke koninkrijk Murcia en het islamitische koninkrijk Granada. Deze strategische belangrijke positie diende goed verdedigd te worden en de verdedigingswerken werden versterkt en er werden mensen aangetrokken om het gebied weer te bevolken. De aanpassingen waren rigoureus en er zijn slechts weinig overblijfselen van het moslimkasteel behouden.
Met het verdwijnen van de grens, na de verovering van de huidige provincie Almería in 1488 en die van Granada in 1492, nam het strategisch belang van het kasteel sterk af. Door het einde van de strijd trokken de bewoners naar de vlakkere delen van de vallei en namen afstand tot het kasteel. 
In het middeleeuwse Lorca was een Joodse wijk in de citadel en deze werd door muren gescheiden van de rest van de stad. Deze muren waren bedoeld om de joden te beschermen, maar betekende tegelijkertijd een duidelijke scheiding binnen de gemeenschap van Lorca, de christenen verbleven in het lagere deel van de stad en de joden in het meest afgelegen deel. Met de verdrijving van de Joden uit Spanje in 1492 werd de wijk ontvolkt. Er zijn nog overblijfselen, er zijn 12 huizen en een synagoge uit de 14e of 15e eeuw blootgelegd. De archeologische overblijfselen zijn te bezoeken via het kasteelmuseum.
In het grote kasteel bleef slechts een klein garnizoen achter en het onderhoud bleef achter waardoor de verdedigingswerken van het kasteel sterk verwaarloosden.
Tijdens de Spaanse Onafhankelijkheidsoorlog (1808-1814) kwam het kasteel weer in de belangstelling. Veel van de verdedigingsmuren en gebouwen werden gerepareerd of gemoderniseerd, zo kwam er een batterij met paardenstallen.
Op 4 juni 1931 werd het kasteel, en met name de Alfonsinatoren, een Nationaal Historisch Monument.
Het kasteel van Lorca werd ernstig beschadigd tijdens een aardbeving in 2011.

## De torens
Op het kasteelterrein staan nog twee grote torens, waarvan de Alfonsinatoren de grootste en belangrijkste is. Deze toren is vernoemd naar koning Alfonso. De toren heeft een rechthoekige plattegrond en is 22,7 meter lang en 19,4 meter breed. De toren is bijna 30 meter hoog en de muren zijn vier meter dik. Er zijn drie verdiepingen en een dakterras, allen toegankelijk via een interne trap.
De Espolóntoren staat in de westhoek van het kasteel. Deze lijkt veel op de Alfonsinatoren, maar is kleiner. De toren is vierkant met zijden van 13 meter en telt in twee verdiepingen en een kelder. Het dak is omgeven door muren met kantelen. De toren werd ernstig beschadigd na de aardbeving van mei 2011, de schade is hersteld maar op sommige plekken zijn de gevolgen nog duidelijk zichtbaar.
Het kasteel is sinds 2003 opengesteld voor het publiek.

## Parador de Turismo
Op het kasteelterrein is een parador gebouwd. Bij het ontwerp van dit hotel is rekening gehouden met de cultureel historische waarde van de omgeving en de architect heeft de nieuwbouw passend gemaakt aan de plek. Het hotel telt 76 kamers en kwam in 2012 gereed.
Voor de bouw van start ging werden archeologische opgravingen uitgevoerd, waarbij de synagoge en een Joodse wijk werden gevonden. Bij de bouw werd dit gebied ontzien en over de restanten van de synagoge is een gebouw geplaatst ter bescherming.